# توقيت أوسيتيا الجنوبية
التوقيت في أوسيتيا الجنوبية, الذي يدعي الاستقلال ولكن معترف به على نطاق واسع على أنه جزء من جورجيا, يتم تحديده بواسطة توقيت موسكو القياسي (MSK) (UTC+03:00). لا تلتزم أوسيتيا الجنوبية حالياً بالتوقيت الصيفي.

## التاريخ
تحولت أوسيتيا الجنوبية من توقيت جورجيا القياسي إلى توقيت موسكو القياسي في 26 أكتوبر 2014.